# مخلصون
مخلصون، روستایی از توابع بخش مرکزی شهرستان مهریز در استان یزد ایران است، که در ده کیلومتری مرکز شهرستان مهریز واقع میباشد و در جریان دفاع مقدس، دو شهیید به نامهای شهید عباس قانع مخلصونی و شهید محمد قانع مخلصونی تقدیم انقلاب اسلامی ایران کرده است. 

## جمعیت
براساس سرشماری مرکز آمار ایران در سال ۱۳۸۵، جمعیت آن 120 هزار
نفر (۱۰ هزار خانوار) بوده‌است.